# Frullania brasiliensis
Frullania brasiliensis là một loài Rêu trong họ Jubulaceae. Loài này được Raddi mô tả khoa học đầu tiên năm 1822.